# 静岡県立藤枝北高等学校
静岡県立藤枝北高等学校（しずおかけんりつ ふじえだきたこうとうがっこう）は、静岡県藤枝市郡にある県立高等学校。

## 設置学科
- 総合学科 - 科目は以下の6つの系列より選択する。
  - 園芸科学系列
  - 食品科学系列
  - 情報科学系列（技術分野）
  - 情報科学系列（商業分野）
  - 環境化学系列
  - 共創科学系列

## 特徴
- 県内で3番目に設置された、総合学科を有する高等学校である。
- 学校設定教科は「食生活と環境」。

## 沿革
- 1903年 - 静岡県志太郡立農学校設立
- 1919年 - 県立移管、静岡県立藤枝農学校となる。
- 1927年 - 校舎の大半を焼失。
- 1948年 - 新学制実施により静岡県立藤枝農業高等学校となる。定時制課程設置。
- 1949年 - 別科（家庭科）設置
- 1961年 - 静岡県立藤枝北高等学校に改称。工業化学科設置、定時制課程、別科募集停止。
- 1962年 - 生活科設置
- 1963年 - 園芸科設置
- 1967年 - 校舎改築工事（第一期工事）起工
- 1972年 - 化学計測科設置
- 1979年 - 化学計測科募集停止
- 1980年 - 農業科・園芸科を一括募集。
- 1987年 - 農業科・園芸科・生活科を生産流通科・生活科学科に改編、情報科学科を設置。
- 1992年 - 生活科学科募集停止
- 1994年 - 工業化学科をシステム化学科に改編。
- 2003年 - 総合学科に改編、百銘館完成。

## 校訓
自彊不息（じきょうやまず）

## 学校行事
- 4月 入学式、始業式、壮行会
- 5月
- 6月

- 7月 終業式、野球応援
- 8月 中学生1日体験入学
- 9月 始業式

- 10月 体育祭
- 11月 自彊祭、修学旅行
- 12月 球技大会、終業式

- 1月 始業式、
- 2月
- 3月 卒業式、終業式、離任式

## 部活
現在、28の部活がある。活動日は部活によって違う。
運動部
- 野球部
- レスリング部
- 陸上競技部（陸上部）
- バレー部（男・女）
- バスケット部（男・女）
- サッカー部
  - 第44回全国高等学校サッカー選手権大会出場

- 卓球部
- テニス部（女子）
- バドミントン部（女子）
- アウトドア部

文化部
- 自然科学部
- ブラスバンド部
- 美術部
- 写真・新聞部
- 情報技術部

- 園芸部
- 食品サイエンス部
- 食物部
- 手芸部
- 演劇部

## 著名な卒業生
- 清水丘一郎 - 元焼津市長
- 飯塚正二 - 元藤枝市長
- 池谷信一 - 弁護士、元日本弁護士連合会副会長
- 大石貞男 - 元静岡県茶業試験場長
- 中山儀助 - 元岡部町議、中山雅史の父。

## アクセス
- しずてつジャストライン中部国道線「成田山前」停留所から、徒歩3分